# وشم شیلی
وشم شیلی (نام علمی: Nothoprocta perdicaria) نام یک گونه از زیرخانواده وشم‌های بیابانی است.